# Pattes de velours (bande dessinée)
Pour les articles homonymes, voir Pattes de velours.
Pattes de velours est un album de bande dessinée.
- Scénario : Pascal Bertho
- Dessins et couleurs : Korkydü

## Publication

### Éditeurs
- Delcourt (Collection Mirages) (2005)  (ISBN 2-84789-362-8)